# Samsung Galaxy S25
Il Samsung Galaxy S25 è una linea di smartphone con sistema operativo Android, realizzata e progettata dalla Samsung Electronics facente parte della serie Samsung Galaxy S, presentato ufficialmente il 7 febbraio 2025 durante l’evento Unpacked, insieme ad altri dispositivi.
Comprende i modelli, in ordine crescente di dimensione, S25, S25+ e S25 Ultra.

## Descrizione e specifiche
Secondo il produttore, sui S25 è previsto un supporto software di 7 anni; al momento del lancio sono aggiornati con Android 15 e One UI 7.0.